# Vartavān
Vartavān (persiska: ورتوان) är en ort i Iran.   Den ligger i provinsen Qazvin, i den nordvästra delen av landet, 140 km nordväst om huvudstaden Teheran. Vartavān ligger 1 763 meter över havet och antalet invånare är 268.
Terrängen runt Vartavān är kuperad åt sydväst, men åt nordost är den bergig. Runt Vartavān är det ganska tätbefolkat, med 108 invånare per kvadratkilometer. Närmaste större samhälle är Rāzmīān, 12,2 km norr om Vartavān. Trakten runt Vartavān består i huvudsak av gräsmarker.